# 李永熾
李永熾（1939年11月28日—），台灣台中市石岡區人，國立台灣大學歷史研究所畢業，日本東京大學大學院研究；曾任國立臺灣大學歷史學系教授，已於2005年退休。長期致力於日本歷史、文化、社會等相關研究，亦譯有多本日文重要著作。1981年，曾擔任遠景版「諾貝爾文學獎全集」翻譯之一。
其妻為國立臺灣大學中國文學系名譽教授方瑜，其長女李衣雲則任教於國立政治大學台灣史研究所。除醉心學術研究外，1980年代開始亦積極參與台灣解嚴後的社會運動暨政治改革運動，曾任台灣教授協會創會成員、建國黨發言人與決策委員、現代學術研究基金會董事、張榮發基金會國家政策研究中心研究員、總統府國家人權紀念館籌備處主任、國策顧問等職務。
2019年5月，由李永熾口述、李衣雲撰寫的傳記《邊緣的自由人：一個歷史學者的抉擇》，在歷經八年的準備與書寫後終於出版。由於該書的出版，日本台灣交流協會知曉李永熾在台灣對日本文化推廣與學術研究的貢獻，於2022年4月授與外國人的「旭日中綬章」，表達其長年對日台關係的貢獻。

## 文學風格
李永熾創作文類以論述為主，兼及散文、傳記及兒童文學。精研日本歷史與文化達，善於以精神史的視角，透過文學與思想，展露日本社會的心靈世界與獨特結構，並對於日本文化有詳細的專論，提供日本研究者重要的參考。1991年，以《徒然集》上、下、續三集榮獲巫永福評論獎。

## 重要著作
| 書名                                      | 備註                                                      |
| ----------------------------------------- | --------------------------------------------------------- |
| 《福澤諭吉社會思想之研究》                | 台北：台大文學院，1968                                    |
| 《日本的近代化與知識份子》                | 台北：水牛，1971                                          |
| 《日本史》                                | 台北：牧童，1972                                          |
| 《日本近代思想論集》                      | 台北：牧童，1975                                          |
| 《用眼睛看的中國歷史》 ，李方中編著       | 台北 : 牧童, 1976                                         |
| 《中國歷史一百講》                        | 台北：國語日報出版部，1976                                |
| 《西洋歷史一百講》                        | 台北：國語日報出版部，1976                                |
| 《不屈的山嶽—霧社事件》                   | 台北：近代中國出版社，1977                                |
| 《中國歷代經典寶庫之一：歷史的長城—史記》 | 台北：時報，1981 ISBN 9789571356426                       |
| 《中國全集之二：歷史的中國》              | 台北：錦繡出版社，1982                                    |
| 《歷史的跫音》                            | 台北：遠景，1984                                          |
| 《交響的跫音》                            | 方瑜、李永熾 著 台北：遠景，1984 ISBN 9786665993086       |
| 《近代日本》                              | 李永熾撰文、許鐘榮策劃、郭震唐總編 台北市 : 圖文，1885    |
| 《從江戶到東京》                          | 台北：當代，1988                                          |
| 《徒然集．上》                            | 台北縣：稻鄉，1989                                        |
| 《徒然集．下》                            | 台北縣：稻鄉，1989                                        |
| 《徒然集．續》                            | 台北縣：稻鄉，1991                                        |
| 《日本的近代化與知識份子》                | 臺北市：水牛，1991 ISBN 9575990153                        |
| 《歷史、文學與台灣》                      | 台中縣：中縣文化，1992 ISBN 9570010398                    |
| 《世紀末的思想與社會》                    | 台北：萬象，1993 ISBN 9576693187                          |
| 《台灣主體性的建構－願景台灣7》           | 台北：群策會，2004 ISBN 9572975218 （页面存档备份，存于） |
| 《日本式心靈 : 文化與社會散論》           | 臺北市 : 三民，2006 ISBN 9571444286                       |
| 《癲狂與純真：日本高僧傳奇－琉璃文學11》  | 台北：法鼓文化，2007 （页面存档备份，存于）               |
| 《民主與統獨論》                          | 台北：前衛，2008 （页面存档备份，存于）                   |
| 《切腹與心中：日本文化與思想論》          | 新北市：稻鄉，2009 （页面存档备份，存于）                 |
| 《從啟蒙到啟蒙:歐洲近代思想與歷史》       | 新北市：稻鄉，2009 （页面存档备份，存于）                 |
| 《史記：歷史的長城》                      | 台北：時報，2012 （页面存档备份，存于）                   |
| 《戰後台灣的光與影》                      | 臺北市 : 允晨文化，2022 ISBN 9786269509461                |

## 重要譯作
| 書名                                           | 作者                   | 備註                                                   |
| ---------------------------------------------- | ---------------------- | ------------------------------------------------------ |
| 《日本近代國家之形成》                         | 原口清（日語）         | 台北：水牛，1969                                       |
| 《韋伯的比較社會學》                           | 金子榮一               | 台北：水牛，1969                                       |
| 《尼采：其人及其思想》                         | 工藤綏夫（日語）       | 台北：水牛，1969 ISBN 9575991796                       |
| 《歷史與思想》（等著）                         | 增田涉 等              | 台北：水牛，1969                                       |
| 《精神分析導引》                               | 宮城音彌（日語）       | 台北：水牛，1971                                       |
| 《杜斯妥也夫斯基的生活》                       | 小林秀雄               | 台北：水牛，1971                                       |
| 《哥德與托爾斯泰》                             | 湯瑪斯．曼             | 台北：水牛，1971                                       |
| 《人性的心理分析》                             | 宮城音彌（日語）       | 台北：牧童，1973                                       |
| 《天才的心理分析》                             | 宮城音彌（日語）       | 台北：牧童，1973                                       |
| 《新社會》                                     | E.H.卡爾               | 台北：牧童，1974                                       |
| 《一生的讀書計畫》                             | 費迪曼                 | 台北：志文，1974                                       |
| 《感情的世界》                                 | 島崎敏樹（日語）       | 台北：牧童，1974                                       |
| 《戀愛論》                                     | 斯湯達爾               | 台北：牧童，1975                                       |
| 《釋迦》                                       | 副島正光               | 台北：牧童，1976                                       |
| 《愚神禮讚》                                   | 伊拉思摩斯             | 台北：志文。1976 譯者：李映荻。                        |
| 《讀書隨感—傑出的讀書指南》                    | 赫曼．赫塞             | 台北：志文，1977                                       |
| 《狂人日記：五個幽默諷刺的短篇珠玉集》         | 果戈理                 | 台北：志文，1977                                       |
| 《孤獨漂泊的尼采》                             | 亞斯培(Jaspers, Karl)  | 台北：牧童，1977                                       |
| 《知識生活的藝術—讀書方法與閱讀體驗》          | 渡部昇一（日語）       | 台北：牧童，1977                                       |
| 《文學欣賞的樂趣》                             | 莫洛亞                 | 台北：志文，1978 ISBN 9575451708                       |
| 《山之音》                                     | 川端康成               | 台北：遠景，1980                                       |
| 《巖流島後的宮本武藏》                         | 小山勝清               | 台北：四季，1980 註：接續金溟若中譯。                  |
| 《我是貓》                                     | 夏目漱石               | 台北：遠景，1981 ISBN 9575516958                       |
| 《暗夜行路》                                   | 志賀直哉               | 台北：遠景，1981                                       |
| 《諾貝爾文學獎全集：人生的意義與價值》         | 魯道夫．奧鏗           | 台北：遠景，1981                                       |
| 《諾貝爾文學獎全集：沈鐘》                     | 霍普特曼               | 台北：遠景，1981                                       |
| 《諾貝爾文學獎全集：創造的進化》               | 柏格森                 | 台北：遠景，1981                                       |
| 《諾貝爾文學獎全集：尚．巴華的一生》           | 杜嘉德                 | 台北：遠景，1981                                       |
| 《諾貝爾文學獎全集：雪國》                     | 川端康成               | 台北：遠景，1981                                       |
| 《諾貝爾文學獎全集：千羽鶴》                   | 川端康成               | 台北：遠景，1981                                       |
| 《諾貝爾文學獎全集：古都》                     | 川端康成               | 台北：遠景，1981                                       |
| 《三個故事及十一月》                           | 福樓拜                 | 台北：志文，1981                                       |
| 《日本精神史一九三一–一九四五》                | 鶴見俊輔               | 台北：學生書局，1984                                   |
| 《韋伯傳．上冊)                                | 瑪利安娜．韋伯（英文） | 台北：遠景，1986                                       |
| 《等待的女人》                                 | 吉行淳之介             | 台北：圓神，1986                                       |
| 《豪華大旅館》                                 | 克勞德·西蒙            | 台北：志文 （页面存档备份，存于），1986年              |
| 《我要活下去》                                 | 宇野千代               | 台北：大人物，1986                                     |
| 《日本掌中小說選》                             | 夏目漱石等著           | 臺北市 : 圓神出版 : 聯經總經銷，1986                   |
| 《當代世界小說家讀本 24：斜陽、人間失格》      | 太宰治                 | 台北：光復書局，1987                                   |
| 《當代世界小說家讀本 29：個人的體驗》          | 大江健三郎             | 台北：光復書局，1988                                   |
| 《徒然草》                                     | 吉田兼好               | 台北：當代，1988                                       |
| 《好色五人女》                                 | 井原西鶴               | 台北：當代，1988                                       |
| 《熟夏》                                       | 藤堂志津子（日語）     | 台北：文經社，1989                                     |
| 《德國文學入門 （页面存档备份，存于）》(編譯)  |                        | 台北：志文，1990 ISBN：9575451171                      |
| 《雁、山椒大夫》                               | 森鷗外                 | 台北：久大，1992                                       |
| 《貓之墓》                                     | 夏目漱石等             | 台北：久大，1992                                       |
| 《燃燒的臉頰》                                 | 堀辰雄等               | 台北：久大，1992 ISBN 9574101843                       |
| 《歷史之終結與最後一人》                       | 法蘭西斯．福山         | 台北：時報，1993 ISBN 9571306517                       |
| 《「內向世代」小說選》                         |                        | 李永熾 策劃、翻譯 臺北市 : 萬象, 1993 ISBN：9576692997 |
| 《清貧思想》                                   | 中野孝次               | 台北：張老師文化，1995                                 |
| 《藍色時代》                                   | 三島由紀夫             | 台北：花田文化，1995 ISBN 9578936885                   |
| 《萬延元年的足球隊》                           | 大江健三郎             | 台北：東販，1996                                       |
| 《暗夜行路》                                   | 志賀直哉               | 台北：商周，2015 ISBN 9575517849                       |
| 《個人的體驗：諾貝爾獎獲獎小說五十週年修訂版》 | 大江健三郎             | 台北：新雨，2015                                       |

## 兒童暨青少年讀物
| 書名                                      | 作者             | 譯者名 | 備註                                     |
| ----------------------------------------- | ---------------- | ------ | ---------------------------------------- |
| 《苗族民間故事》                          | 宮城音彌（日語） | 李映荻 | 譯作 臺北市：牧童, 1970                  |
| 《愛的懷念》                              | 狄雪納           | 李永熾 | 台北市：牧童出版社印行, 1976             |
| 《會飛的教室》                            | 卡斯特納         | 李映荻 | 譯作 台北：國語日報出版部，1979          |
| 《西域的故事》                            | 井上靖           | 李映荻 | 譯作 台北：國語日報出版部，1980          |
| 《敦煌石窟覓寶記》                        | 松岡讓           | 李映荻 | 譯作 台北：國語日報出版部，1980          |
| 《喂！喂！尼古拉》                        | 珍妮．夏德娜     | 李映荻 | 譯作 台北：國語日報出版部，1980          |
| 《金髮小淘氣》                            | 林葛琳           | 李映荻 | 譯作 台北：國語日報出版部，1982          |
| 《淘氣的尼古拉 （页面存档备份，存于）》   | 葛西尼           | 李映荻 | 譯作 台北：水牛，1983 ISBN 9575990587    |
| 《北歐神話 （页面存档备份，存于）》       | 齋藤忠           | 李映荻 | 譯作 臺北市 : 水牛, 1987 ISBN 9575997123 |
| 《外星來的女孩兒 （页面存档备份，存于）》 | 柯瑞斯           | 李映荻 | 譯作 臺北市 : 國語日報, 1988             |
| 《孫臏與龐涓 : 戰國時代的兵法家》         | 李永熾           |        | 明統出版社主編 嘉義市: 明統出版社，1988  |
| 《楚漢相爭》                              | 李永熾           |        | 明統出版社主編 嘉義市 : 明統出版社，1988 |
| 《孔明與桃園三結義》                      | 李永熾           |        | 明統出版社主編 嘉義市 : 明統出版社，1988 |
| 《楊貴妃》                                | 李永熾           |        | 明統出版社主編 嘉義市 : 明統出版社，1988 |
| 《煬帝修運河》                            | 李永熾           |        | 明統出版社主編 嘉義市 : 明統出版社，1988 |
| 《水滸群豪記實 》                         | 李永熾           |        | 明統出版社主編 嘉義市 : 明統出版社，1988 |
| 《唐三藏絲路之旅》                        | 李永熾           |        | 明統出版社主編 嘉義市 : 明統出版社，1988 |
| 《成吉思汗與元帝國》                      | 李永熾           |        | 明統出版社主編 嘉義市 : 明統出版社，1988 |
| 《鄭和下西洋》                            | 李永熾           |        | 明統出版社主編 嘉義市 : 明統出版社，1988 |
| 《慈禧太后與義和團》                      | 李永熾           |        | 明統出版社主編 嘉義市 : 明統出版社，1988 |
| 《家庭教師 （页面存档备份，存于）》       | 眉村卓           | 李映荻 | 譯作 台北 : 水牛, 1993                   |
| 《天才學生 （页面存档备份，存于）》       | 眉村卓           | 李映荻 | 譯作 台北 : 水牛, 1993 ISBN 9575993152   |

## 推理小說（譯作）
| 書名                                      | 作者             | 譯者名 | 備註                                   |
| ----------------------------------------- | ---------------- | ------ | -------------------------------------- |
| 《東京車站謀殺案 （页面存档备份，存于）》 | 西村京太郎       | 李方中 | 臺北市 : 志文, 1987 ISBN 9575454219    |
| 《臥舖特快謀殺案 （页面存档备份，存于）》 | 西村京太郎       | 李方中 | 臺北市 : 志文, 1987 ISBN 9575454464    |
| 《恐怖的星期五》                          | 西村京太郎       | 李方中 | 臺北市 : 志文, 1987 ISBN 9575454227    |
| 《命運之門》                              | 阿嘉莎・克莉絲蒂 | 李方中 | 臺北市 : 風雲時代出版, 1990            |
| 《寶藏疑雲 （页面存档备份，存于）》       | 松本清張         | 李方中 | 台北市 : 志文, 1990 ISBN 9575454162    |
| 《終點站謀殺案 （页面存档备份，存于）》   | 西村京太郎       | 李方中 | 臺北市 : 志文, 1991 ISBN 9789862272329 |
| 《死亡約會》                              | 阿嘉莎.克莉絲蒂  | 李方中 | 台北市 : 遠景, 1992                    |

## 荣誉

### 外国勋章奖章
- 旭日中绶章（日本，2022年4月29日公布[11]）